# Muzyka mechaniczna
Muzyka mechaniczna – muzyka wykonywana lub odtwarzana przez instrumenty muzyczne lub inne urządzenia najczęściej mechaniczne, a współcześnie mechaniczno-elektroniczne lub elektroniczne, wcześniej skomponowaną zapisaną na nośniku.  Do urządzeń takich można zaliczyć także wytwarzające dźwięki na zasadzie przypadkowej. Przeciwieństwem muzyki mechanicznej w tym rozumieniu jest muzyka wykonywana na żywo.
Pierwszym urządzeniem odpowiadającej tej definicji była harfa eolska, budowana przez Greków już w drugim tysiącleciu przed naszą erą. Był to instrument strunowy, którego struny pobudzane były przez wiejący przezeń wiatr. Prawdziwa eksplozja instrumentów mechanicznych oraz muzyki mechanicznej to XVII i XVIII wiek, kiedy to wraz z rozwojem mechaniki precyzyjnej zaczęto budować coraz to bardziej skomplikowane pozytywki, katarynki oraz niezwykle popularne "mechaniczne ptaki", które nie tylko śpiewały, lecz także poruszały się.
Pierwszym urządzeniem służącym do zapisywania muzyki wykonywanej na żywo o wysokiej jakości odtwarzania, a zarazem instrumentem muzycznym była pianola wynaleziona 1895 roku.
W 1877 Thomas Edison wynalazł Phonograph, pierwsze urządzenie do mechanicznego zapisu dźwięku. Fonograf stał się prototypem gramofonu, który swą doskonałość osiągnął w latach sześćdziesiątych XX wieku, gdy zaczęto do tłoczenia płyt używać wysokiej klasy winylu, a do otworzenia przetworników elektromagnetycznych.
W 1898 Valdemar Poulsen opatentował Telegrafon, pierwsze urządzenie, w którym dźwięk zapisywany był w postaci magnetycznej, na stalowym drucie. Stał się on prekursorem magnetofonu,  który jako pierwszy wyprodukowany był w 1935 przez niemiecką firmę AEG. Magnetofon stał się dominującym urządzeniem do zapisu i odtwarzania dźwięku, tak w aplikacjach profesjonalnych jak i domowych w latach sześćdziesiątych XX wieku, i pozostał nim do początku lat dziewięćdziesiątych.
W 1965 został wyprodukowany pierwszy zestaw hi-fi. Wkrótce normy hi-fi stały się wiodącym standardem jakości odtwarzania dźwięku.
W 1980 po kilku latach prac badawczych został przedstawiony standard Compact Disc – CD. Wkrótce potem pojawiają się na rynku pierwsze odtwarzacze. W 1988 pojawiają się pierwsze domowego użytku nagrywarki CD.
W 1985 powstał standard MIDI, cyfrowego zapisy muzyki, umożliwiającego sterowanie syntezatorami i sekwencerami, a później także generowaniem muzyki przez komputery multimedialne.
W 1992 powstał format MP3, standard stratnej, cyfrowej kompresji dźwięku.
W 1997 utworzono standard Digital Versatile Disc – DVD, stworzony do przechowywania ruchomych obrazów (filmów), lecz później użyty także jako nośnik muzyki.